# Faith (Faith Hill)
Faith è il terzo album in studio della cantante statunitense Faith Hill, pubblicato il 21 aprile 1998 dall'etichetta discografica Warner.
Trainato specialmente dal primo singolo This Kiss, l'album ha ottenuto un buon successo su scala internazionale, dove è stato pubblicato con il titolo Love Will Always Win con una differente lista tracce, nella quale figuravano nuove versioni di canzoni già pubblicate nei precedenti album e non hanno invece trovato spazio alcune canzoni della versione originale di Faith.
Il disco è stato prodotto dalla stessa Faith Hill insieme a Byron Gallimore e Dann Huff. Oltre a This Kiss, che in Italia ha trovato il successo anche con una versione in lingua italiana intitolata Questione di sguardi e interpretata da Paola Turci, sono stati estratti come singoli i brani Just to Hear You Say That You Love Me, duetto con Tim McGraw, Let Me Let Go, Love Ain't Like This e The Secret of Life.

## Tracce
Versione originale
1. This Kiss – 3:17 (Beth Nielsen Chapman, Robin Lerner, Annie Roboff)
2. You Give Me Love – 3:37 (Matraca Berg, Jim Photoglo, Harry Stinson)
3. Let Me Let Go – 4:28 (Steve Diamond, Dennis Morgan)
4. Love Ain't Like That – 3:50 (Tim Gaetano, A. J. Masters)
5. Better Days – 3:36 (Bekka Bramlett, Billy Burnette, Annie Roboff)
6. My Wild Frontier – 4:59 (Franne Golde, Robin Lerner, Marsha Malamet)
7. The Secret of Life – 4:16 (Gretchen Peters)
8. Just to Hear You Say That You Love Me (con Tim McGraw) – 3:29 (Diane Warren)
9. Me – 3:50 (Marv Green, Mayo)
10. I Love You – 5:05 (Aldo Nova)
11. The Hard Way – 3:50 (Keith Brown, Donna Douglas)
12. Somebody Stand by Me – 5:55 (Sheryl Crow, Todd Wolfe)

Versione internazionale, Love Will Always Win
1. This Kiss – 3:17 (Beth Nielsen Chapman, Robin Lerner, Annie Roboff)
2. Love Will Always Win – 5:08 (Gordon Kennedy, Wayne Kirkpatrick)
3. Me – 3:50 (Marv Green, Mayo)
4. Let Me Let Go (Movie version) – 4:09 (Steve Diamond, Dennis Morgan)
5. Love Ain't Like That – 3:50 (Tim Gaetano, A. J. Masters)
6. Piece of My Heart (1998 version) – 3:39 (Bert Berns, Jerry Ragovoy)
7. The Secret of Life – 4:16 (Gretchen Peters)
8. Better Days – 3:36 (Bekka Bramlett, Billy Burnette, Annie Roboff)
9. I Love You – 5:05 (Aldo Nova)
10. The Hard Way – 3:50 (Keith Brown, Donna Douglas)
11. Somebody Stand by Me – 5:55 (Sheryl Crow, Todd Wolfe)
12. Let Me Let Go – 4:28 (Steve Diamond, Dennis Morgan)
13. It Matters to Me – 3:19 (Ed Hill, Mark D. Sanders) – Bonus track Australia e Giappone

## Classifiche

### Classifiche settimanali
| Classifica (1999) | Posizione massima |
| ----------------- | ----------------- |
| Australia         | 20                |
| Austria           | 36                |
| Canada            | 11                |
| Germania          | 66                |
| Stati Uniti       | 7                 |
| Svezia            | 47                |

### Classifiche di fine anno
| Classifica (1998) | Posizione |
| ----------------- | --------- |
| Stati Uniti       | 62        |
| Classifica (1999) | Posizione |
| Stati Uniti       | 59        |